# Lý thuyết chiều văn hóa của Hofstede
Lý thuyết văn hóa đa chiều của Hofstede, đề ra bởi nhà nhân chủng học người Hà Lan- Geert Hofstede, được coi là khuôn khổ cho sự giao tiếp đa quốc gia. Bằng việc phân tích nhân tố, mô hình Hofstede miêu tả sự ảnh hưởng của văn hóa xã hội lên các thành viên trong xã hội và làm thế nào mà các giá trị này liên quan đến hành vi của họ.
Hofstede đã tiếp cận mô hình đầu tiên của mình như một kết quả phân tích nhân tố của bảng khảo sát nhân lực trên toàn thế giới cho IBM vào khoảng giữa năm 1967 và 1973. Sau đó, kết quả này đã được phân tích và chắt lọc kỹ càng. Những lý thuyết ban đầu đã đưa ra bốn khía cạnh cần phân tích của các giá trị văn hóa: chủ nghĩa cá nhân – chủ nghĩa tập thể (individualism – collectivism); mức độ e ngại rủi ro (uncertainty avoidance); khoảng cách quyền lực (power distance) và masculinity-femininity (định hướng công việc - định hướng cá nhân). Một nghiên cứu độc lập tại Hồng Kông đã giúp Hofstede hình thành khía cạnh thứ năm - định hướng dài hạn (long term orientation), nhằm bao quát các khái niệm chưa được thảo luận trong mô hình ban đầu. Năm 2010, Hofstede đưa ra khía cạnh thứ sáu để so sánh sự tự thỏa mãn (các nhu cầu bản thân) so với sự tự kiềm chế của con người.
Thành quả của Hofstede đã tạo ra một truyền thống nghiên cứu quan trọng trong lĩnh vực tâm lý đa sắc tộc cũng như nhận được sự hỗ trợ và xác nhận từ các nhà nghiên cứu và tư vấn tại nhiều lĩnh vực liên quan đến kinh doanh và giao tiếp quốc tế. Lý thuyết của Hofstede cũng được sử dụng rộng rãi trong nhiều lĩnh vực khác nhau như làm mô hình cho nghiên cứu về tâm lý học đa sắc tộc, quản lý quốc tế và giao tiếp đa văn hóa. Đây cũng là nguồn tư liệu quan trọng và là nguồn cảm hứng trong các nghiên cứu về những khía cạnh văn hóa đa quốc gia như giá trị và niềm tin của xã hội. 

## Lịch sử
Năm 1965, Hofstede thành lập một trung tâm nghiên cứu cá nhân của IBM châu Âu (do chính ông quản lý cho đến năm 1971). Từ năm 1967 đến 1973, ông thực hiện một cuộc khảo sát quy mô lớn nhằm nghiên cứu các sự khác biệt về giá trị dân tộc tại các công ty con trên toàn thế giới của tập đoàn đa quốc gia này. Ông đã cho khảo sát 117,000 nhân viên IBM và so sánh câu trả lời của họ trong cùng một mẫu khảo sát tương tự ở các nước khác nhau. Đầu tiên, ông tập trung nghiên cứu tại 40 quốc gia lớn nhất, sau đó mở rộng ra 50 quốc gia và 3 vùng lãnh thổ. Tại thời điểm đó, với nghiên cứu của mình, Hofstede sở hữu cơ sở dữ liệu mẫu thử đa quốc gia có quy mô lớn nhất. Đó cũng là một trong những lý thuyết định lượng đầu tiên có thể sử dụng để giải thích các khác biệt quan sát thấy giữa các nền văn hóa.
Phân tích này ban đầu giúp xác định và phân loại những khác biệt có hệ thống tại các nên văn hóa thành bốn khía cạnh chính: (1) khoảng cách quyền lực (power distance - PDI); (2) chủ nghĩa cá nhân (individualism – IDV); (3) mức độ chấp nhận rủi ro (uncertainty avoidance – UAI) và (4) nam quyền (Masculinity - MAS). Trên trang web chính thức của mình, Hofstede giải thích những khía cạnh này như " bốn nhóm vấn đề nhân chủng học mà mỗi xã hội khác nhau lại có cách xử lý khách nhau: đó là cách ứng phó với rủi ro, với mỗi quan hệ giữa cá nhân hay tập thể và sự tác động cảm xúc của sự khác biệt giới tính". Vào năm 1984, Hofstede xuất bản cuốn sách "Hệ quả của văn hóa" (Culture’s Consequences) bao gồm những nghiên cứu thống kê từ kết quả khảo sát cũng như kinh nghiệm của cá nhân ông.
Để xác nhận các kết quả nghiên cứu trước đó của IBM và mở rộng chúng ra các quần thể mẫu thử khác, sáu nghiên cứu xuyên quốc gia khác đã được thực hiện thành công suốt từ năm 1990 đến năm 2002. Lần nghiên cứu bổ sung này bao quát từ 14 đến 28 quốc gia, với những đối tượng phỏng vấn bao gồm cả phi công thương mại, học sinh, quản lý dịch vụ dân sư, người tiêu dùng ở tầng lớp trung và thượng lưu. Kết quả nghiên cứu đã thiết lập điểm giá trị dựa trên bốn khía cạnh văn hóa đã nói ở trên, trong tổng số 76 quốc gia và vùng lãnh thổ.

## Các chiều văn hóa quốc gia
- Chỉ số khoảng cách quyền lực (PDI): được định nghĩa là "mức độ mà những thành viên ít quyền lực của một tổ chức hoặc thể chế (hoặc gia đình) chấp nhận và kỳ vọng rằng quyền lực được phân bổ không công bằng". Trong khía cạnh này, sự bất công bằng và tập trung quyền lực tập trung được những người ít quyền lực hơn nhận thức một cách hiển nhiên. Vì vậy, chỉ số PDI cao thể hiện sự phân bổ quyền lực được thiết lập và thực thi rõ ràng trong xã hội mà không vướng bất cứ sự nghi ngờ hay chất vấn nào. Chỉ số PDI thấp thể hiện mức độ chất vấn cao về phân bổ quyền lực cũng như nỗ lực phân chia quyền hành đồng đều. .[2]
- Chủ nghĩa cá nhân và chủ nghĩa tập thể (IDV): Chỉ số này thể hiện "mức độ hòa nhập của cá nhân với tập thể và cộng đồng". Một xã hội có tính cá nhân cao thường có mức độ ràng buộc khá lỏng lẻo và một cá nhân có xu hướng chỉ gắn kết với gia đình của mình. Họ chú trọng đến chủ thể "tôi" hơn là "chúng tôi". Trong khi đó, chủ nghĩa tập thể, thể hiện một xã hội với các mối quan hệ hòa nhập chặt chẽ giữa gia đình và những thể chế, hội nhóm khác. Những thành viên trong nhóm có sự trung thành tuyệt đối và luôn hỗ trợ những thành viên khác trong mỗi tranh chấp với các nhóm, hội khác. 
[2][3]
- Chỉ số phòng tránh rủi ro (UAI): được định nghĩa như "mức độ chấp nhận của xã hội với sự mơ hồ", khi mà con người chấp nhận hoặc ngăn cản một thứ gì đó không kỳ vọng, không rõ ràng và khác so với hiện trạng thông thường. Chỉ số UAI cao cho thấy mức độ gắn kết của thành viên trong cộng động đó với các quy chuẩn hành vi, luật lệ, văn bản hướng dẫn và thường tin tưởng sự thật tuyệt đối hay một sự "đúng đắn" chung trong mọi khía cạnh mà tất cả mọi người đều nhận thức được. Trong khi đó, chỉ số UAI thấp cho thấy sự cởi mở và chấp nhân những ý kiến trái chiều và gây tranh cãi. Xã hội có UAI thấp thường mang tính ít quy định, quy chế mà họ có xu hướng để mọi thứ được tự do phát triển và chấp nhận rủi ro..[2][3]
- Nam quyền và Nữ quyền (MAS): ở khía cạnh này, "nam quyền" được định nghĩa là "sự ưu tiên của xã hội cho thành quả, phần thưởng vật chất và định nghĩa thành công dựa trên những thành quả vật chất mà cá nhân đạt được". Ngược lại, nữ quyền ám chỉ sự coi trọng tính cộng tác, khiêm tốn, quan tâm đến những cá nhân khó khăn cũng như chất lượng cuộc sống. Phụ nữ trong xã hội được tôn trọng và thể hiện những giá trị khác nhau. Trong xã hội ấy, họ chia sẻ sự khiêm tốn và quan tâm đến sự bình đẳng giới. Trong khi đó, xã hội trọng nam quyền, phụ nữ dù có được chú trọng và cạnh trah nhưng thường vẫn bị kém coi trọng hơn so với nam giới. Nói theo cách khác, họ cũng nhận ra khoảng cách giữa những giá trị về nam giới và nữ giới. Khía cạnh này chính là sự cấm kỵ trong những xã hội trọng nam quyền.[2][3]
- Định hướng dài hạn và định hướng ngắn hạn (LTO): khía cạnh này miêu tả sự kết nối giữa quá khứ với hiện tại và các hành động/ khó khăn trong tương lai. Khi chỉ số LTO thấp, nó biểu thị định hướng ngắn hạn của một xã hội khi mà những truyền thống được trân trọng gìn giữ và sự kiên định được đánh giá cao. Trong khi đó, xã hội có chỉ số LTO cao thường chú trọng vào quá trình dài hạn, quan tâm đến sự thích ứng và thực dụng khi giải quyết vấn đề. Một nước nghèo, nếu giữ định hướng ngắn hạn sẽ khó trong việc phát triển kinh tế. Trong khi đó nước có định hướng dài hạn thường thuận lợi hơn trong việc phát triển.[2][3]
- Tự Thỏa Mãn và Tự Kiềm Chế (IND): khái niệm này chính là thước đo mức độ hạnh phúc, liệu có hay không sự tự thỏa mãn những niềm vui đơn giản. Tự thỏa mãn được định nghĩa như " sự cho phép của xã hội trong việc tự thỏa mãn một cách tự do các nhu cầu cơ bản và tự nhiên của con người, ví dụ như hưởng thụ cuộc sống". Trong khi khái niệm "tự kiềm chế" lại thể hiện "sự kiểm soát của xã hội, bởi những định kiến, chuẩn mực nghiêm ngặt, trong việc hưởng thụ của cá nhân". Một xã hội cho phép hưởng thụ thường tạo niềm tin cho cá nhân rằng chính họ, quản lý cuộc sống và cảm xúc của mình, trong khi đó xã hội đề cao tính kiềm chế tin rằng có những yếu tố khác, ngoài bản thân họ, điều khiển cuộc sống và cảm xúc của chính họ.[2][3]

### Khác biệt giữa văn hóa dựa trên những khía cạnh giá trị
Bằng việc chấm điểm từng quốc gia (với thang điểm từ 1 đến 120), mô hình sáu khía cạnh văn hóa của Hofstede cho phép sự so sánh quốc tế giữa các nền văn hóa (còn gọi là nghiên cứu so sánh):

- Tại các quốc gia châu Á và Latin, các khu vực châu Phi và vương quốc Ả rập, chỉ số quyền lực được quan sát thấy là rất cao. Trong khi đó, các nước Anglo và Germanic có chỉ số quyền lực khá thấp (tại Áo là 11 và Đan Mạch là 18).

Ví dụ, Mỹ trong thang đánh giá của Hofstede đạt 40 điểm PDI, giữ ở mức trung bình. Trong khi đó Guatemala có chỉ số khá cao là 95 còn Israel lại khá thấp với chỉ 13 điểm PDI.
Tại châu Âu, khoảng cách quyền lực có xu hướng thấp với các nước Bắc Âu và tăng dần tại các nước phía Nam và Đông Âu. Cụ thể, Ba Lan có 68 điểm PDI, Tây Ban Nha là 57, Thụy Điểm là 31 và Vương Quốc Anh chỉ có 35.
- Trong các chỉ số về chủ nghĩa cá nhân, có một khoảng cách rõ rệt giữa các nước phương Tây với phương Đông. Bắc Mỹ và châu Âu được đánh giá là coi trọng chủ nghĩa cá nhân, đặc biệt là ở Canada và Hungary với 80 điểm IDV. Ngược lại, tại các quốc gia châu Á, châu Phi và Mỹ Latin, họ coi trọng chủ nghĩa tập thể. Colombia chỉ có 13 điểm IDV và Indonesia là 14. Sự khác biệt rõ rệt nhất chính là khoảng cách giữa 6 điểm IDV của Guatemala với 91 điểm IDV của Mỹ. Nhật Bản và các quốc gia Ả rập có giá trị IDV ở mức trung bình.
- Điểm phòng chống rủi ro được chấm cao nhất tại các quốc gia Mỹ Latin, Nam và Đông Âu (bao gồm cả cộng đồng nói tiếng Đức) và Nhật Bản. Chỉ số này thấp dần cho các dân tộc da trắng, người Bắc Âu và Trung Quốc. Cụ thể, nước Đức có chỉ số UAI khá cao (65 điểm), Vương Quốc Bỉ thậm chí còn cao hơn với 94 điểm, nhất là khi so sánh với Thụy Điểm (29 điểm) và Đan Mạch (23 điểm), mặc dù các nước này khá gần gũi về mặt địa lý.
- Nam quyền ít được coi trọng tại các nước Bắc Âu: Na Uy chỉ có 8 điểm và Thụy Điển là 5 điểm MAS. Ngược lại, nam quyền lại rất quan trong tại Nhật Bản (95 điểm) và các nước châu Âu như Hungary, Áo và Thụy Sĩ, những nước chịu ảnh hưởng bởi văn hóa Đức. Trong cộng đồng người Anglo, điểm nam quyền lại khá cao như 66 điểm tại Anh là một ví dụ. Trong khi đó, các nước Mỹ Latin lại có điểm khá mâu thuẫn, ví dụ như Venezuela là 73 điểm trong khi Chile chỉ có 28.
- Các nước Đông Á có điểm định hướng dài hạn khá lớn, ví dụ như Trung Quốc là 118, Hong Kong là 96 và Nhật Bản là 88 điểm. Chỉ số này ở mức trung bình tại các nước Đông và Tây Âu và giảm dần với các nước Anglo, cộng đồng Hồi Giáo, châu Phi và Mỹ Latin. Tuy nhiên, có khá ít dữ liệu về khía cạnh này.

### Mối tương quan về khác biệt giá trị với khác biệt quốc gia.
Các nhà nghiên cứu đã nhóm các nước lại với nhau bằng cách so sánh những giá trị văn hóa của các nước này với các nước khác, ví dụ như sự gần gũi về địa lý, ngôn ngữ, hoàn cảnh lịch sử, niềm tin và thực thi tôn giáo, những sự tương đồng về ảnh hưởng triết học, hệ thống luật pháp, hay còn gọi chung là mọi khía cạnh của định nghĩa văn hóa dân tộc. Cụ thể, khoảng cách quyền lực thấp thường đi với những nước có hệ thống pháp luật, chính trị và phân chia thu nhập bình đẳng. Trong khi đó, những nước có khoảng cách lớn về quyền lực thường nằm ở các quốc gia bất bình đẳng về thu nhập, có nền chính trị quan liêu và tham nhũng. Chủ nghĩa cá nhân lại có mối liên quan với tính năng động và sự giàu có của quốc gia. Một nước giàu thường sẽ có nền văn hóa cá nhân rất đặc sắc.
Một ví dụ khác của sự tương đồng được thiết lập bởi "Sigma Two Group" vào năm 2003. Họ đã nghiên cứu sự tương đồng giữa các khía cạnh văn hóa các nước với tôn giáo chủ yếu của các nước đó, dựa trên World Factbook 2002. Trung bình, các nước Công giáo có chỉ số né tránh rủi ro khá cao, tương tự với khoảng cách quyền lực, nam quyền và chủ nghĩa tập thể. Trong khi đó, các nước vô thần có thường ít né tránh rủi ro dù họ cũng có chỉ số khoảng cách quyền lực cao, trọng nam quyền và theo chủ nghĩa tập thể. Coelho (2011) đã tìm thấy mối quan hệ tỉ lệ nghịch giữa sự phát triển đổi mới trong sản xuất của các công ty, so với phần trăm các công ty lớn trong một quốc gia cũng như vấn đề việc làm trong một chiến lược sản xuất cụ thể. Văn hóa dân tộc diễn giải khoảng cách quyền lực tỉ lệ thuận với tỉ lệ công ty có một trong ba dạng quá trình sáng tạo được chấp nhận trong nước (yếu tố quyết định sự tương quan là 28%). Vì vậy, một quốc gia với khoảng cách quyền lực lớn, những công ty sản xuất sáng tạo thường bị ràng buộc trong việc thực thi và kiểm duyệt những sáng tạo mới.
Đánh giá những chiều văn hóa khác nhau cho phép thực hiện các so sánh xuyên lãnh thổ và hình thành những khác biệt không chỉ ở mức độ quốc gia mà còn ở cấp lãnh thổ. Cụ thể, mô hình văn hóa của các nước Địa Trung Hải chấp nhận sự bất bình đắng và sự lo ngại rủi ro ảnh hưởng rất lớn đến các lựa chon của người dân nơi đây. Trong khía cạnh cá nhân, các nước Địa Trung Hải được đánh giá có mức độ cá nhân trung bình, tương tự với mức độ trọng nam quyền. Mức độ định hướng dài hạn của người dân Địa Trung Hải chỉ ở mức trung bình, trong khi đó họ lại có xu hướng khá nuông chiều bản thân với các giá trị tự thỏa mãn cao.

## Ứng dụng của mô hình

### Tầm quan trọng của sự nhận thức khác biệt văn hóa
"Văn hóa luôn là nguyên nhân của phần lớn các cuộc tranh cãi. Những khác biệt về văn hóa thường tiềm tàng rắc rối hoặc thậm chí chúng có thể trở thành thảm họa."
Mặc cho những minh chứng cho rằng các nhóm sắc tộc khác nhau sẽ có các đặc trưng khác nhau, chúng ta thường tin rằng ẩn sâu trong đó, mọi sắc tộc đều tương đồng. Thực tế, chúng ta thường không nhận thức được các nền văn hóa của các nước khác nhau và có xu hướng tối giản sự khác biệt này. Điều này dẫn đến các hiểu nhầm cũng như diễn giải sai lệch giữa văn hóa và con người đến từ các quốc gia khác nhau.
Thay cho các dấu hiệu hội nhập mà chúng ta kỳ vọng với sự trợ giúp của công nghê thông tin tiên tiến, những khác biệt văn hóa dường như vẫn là một vấn đề nhức nhối của thế giới và sự khác biệt thậm chí còn diễn ra ngày càng phong phú. Vì vậy, nhằm hình thành tính tôn trọng sự đa dạng các nền văn hóa, chúng ta cần có nhận thức một cách đầy đủ về sự khác biệt của chúng.
Với mô hình này, Geerf Hofstede đã làm sáng tỏ những khác biệt này. Công cụ này được sử dụng nhằm hình thành cái nhìn tổng quan và đúng đắn về các nền văn hóa khác nhau trên thế giới, cũng như xác định cái chúng ta kỳ vọng và làm cách nào để hành xử tương ứng với những sự đa dạng văn hóa này.

### Áp dụng lý thuyết vào thực tế.
Geert Hofstede được biết đến như một nhà nghiên cứu đa dạng văn hóa và nhân chủng học vĩ đại nhất, nhất là với những ứng dụng từ lý thuyết của ông trong vận hành của kinh doanh quốc tế. Hàng ngàn tài liệu và nghiên cứu sau đó được lấy cảm hứng và dẫn chứng từ những xuất bản của ông, ví dụ như với hơn 20 000 trích dẫn được lấy từ cuốn sách "Hệ quả của văn hóa: so sánh những giá trị, hành vi, thể chế và tổ chức xuyên quốc gia" mà Hofstede xuất bản năm 2003 (đã được chỉnh lý và bổ sung so với bản in đầu tiên). Mô hình năm chiều văn hóa được sử dụng rộng rãi trong nhiều lĩnh vực của đời sống và con người, cũng như trong những mô hình kinh doanh quốc tế. Các ứng dụng thực tế của lý thuyết này gần như được phát triền ngay lập tức sau khi được công bố. Trên thực tế, trong kinh doanh, văn hóa là một khía cạnh nhạy cảm, nhưng hiệu quả trong việc giúp con người giao tiếp và hòa nhập từ những nền văn hóa khác nhau. Điều này cực kỳ hữu ích trong việc bảo đảm sự thành công của các giao dịch kinh tế.

#### Giao tiếp quốc tế
Trong kinh doanh, giao tiếp được coi là một trong những quan tâm hàng đầu. Vì vậy, dành cho những chuyên gia làm việc trong môi trường quốc tế và hàng ngày phải giao tiếp với những người từ các nền văn hóa khác nhau, mô hình của Hofstede đã thực sự giúp ích cho họ rất nhiều. Trên thực tế, giao tiếp đa văn hóa yêu cầu sự nhận thức rõ ràng các khía cạnh văn hóa qua: ngôn ngữ (lời nói), phi ngôn ngữ (cử chỉ, biểu cảm) và nhận thức của những việc nên hoặc không nên (quần áo, tặng quà, ăn tối, tập quán và cách thức). Và những lý thuyết này cũng áp dụng được cho sự giao tiếp bằng văn bản, hoặc nói như William Wardrobe’s trong bài luận của ông: "Dựa và Hofstede: những ứng dụng của văn hóa trong giao tiếp với các doanh nghiệp Mỹ Latin"

#### Thỏa thuận quốc tế:
Trong thỏa thuận quốc tế, phong cách giao tiếp, sự kỳ vọng, mức độ vấn đề được ưu tiên cũng như mục tiêu có thể thay đổi dựa theo những thỏa thuận của quốc gia sản xuất. Nếu được áp dụng chính xác, sự nhận thức về các khía cạnh văn hóa sẽ giúp các cuộc đàm phán đi đến thành công cũng như giảm thiếu những mâu thuẫn và thất vọng. Ví dụ, trong một cuộc đám phán giữa người Trung Quốc và người Canada, những nhà đám phán người Canada thường muốn nhanh chóng đi đến đồng thuận và ký kết hợp đồng, trong khi đó, những đối tác người Trung Quốc lại muốn dành nhiều thời gian cho những hoạt động phi công việc như tán gẫu, nghỉ ngơi và hưởng thụ các ưu đãi của cuộc đàm phán để tạo lại mối quan hệ với đối tác. 
"Khi đàm phán với các quốc gia châu Âu, mục tiêu là đạt được sự hiểu biết và đồng thuận chung giữa các bên liên quan và cuối cùng là "bắt tay" khi đã đạt được sự nhất trí cuối cùng. Đó cũng là dấu hiệu kết thúc một cuộc đám phán và bắt đầu sự hợp tác." Tại các quốc gia Trung Đông, cần rất nhiều cuộc đàm phán để dẫn đến sự đồng thuận, khi mà các đối tác bắt tay nhau. Tuy nhiên, đó chưa phải là kết thúc. Tại các quốc gia này, bắt tay là dấu hiệu của sự đàm phán nghiêm túc sẽ được bắt đầu."

#### Quản lý quốc tế
Những cân nhắc này cũng chính xác trong việc quản lý quốc tế và điều hàng liên quốc gia. Trong môi trường quốc tế, mọi quyết định được đưa ra phải thỏa mãn những giá trị và tập quán của đất nước. Khi làm việc với các đối tác nước ngoài, người quản lý phải huấn luyện cho nhân viên của mình và khiến họ hiểu được sự nhạy cảm của đa dạng văn hóa, phát triển kinh doanh đa sắc thái và dân tộc. Những khía cạnh văn hóa của Hofstede giúp hướng dẫn định nghĩa các cách tiếp cận văn hóa đa sắc thái một cách phù hợp trong việc hợp tác giữa các tổ chức đa quốc gia.
Như một phần của nghiên cứu, Geerf Hofstede đã được sử dụng bởi hàng ngàn tư vấn viên trên toàn thế giới.

#### Marketing quốc tế
Mô hình đa chiều của Hofstede rất hữu ích trong lĩnh vực marketing quốc tế bới chúng giúp xác định các giá trị quốc gia, không chỉ ở phạm trù kinh doanh mà còn sâu rộng trong một xã hội. Marieke de Mooji đã nghiên cứu các ứng dụng của Hofstede trong hoạt động phát triển thương hiệu, hình thành chiến lược quảng cáo và phán đoán hành vi tiêu dùng. Để có thể đưa sản phẩm và dịch vụ của mình đáp ứng sở thích và thói quen tiêu dùng của người dân địa phuong, các công ty cần phải nhận thức được tính riêng biệt của đối tượng khách hàng tại thị trường của họ.
Ví dụ, nếu bạn muốn phân phối ô tô tại một quốc gia có xu hướng né tránh rủi ro cao, bạn cần phải chú trọng vào tính an toàn. Trong khi ở các quốc gia khác, bạn lại cần tạo dựng một hình ảnh đẳng cấp mà chiếc xe mang lại cho người dùng để đánh vào thị hiếu của người mua sắm. Marketing điện thoại cũng là một ví dụ thú vị cho việc ứng dụng mô hình Hofstede vào các nền văn hóa khác nhau. Nếu bạn muốn bán điện thoại tại Trung Quốc, bạn cần tạo một hiệu ứng đám đông. Trong khi đó, tại Mỹ, bạn cần chú trọng vòa hình ảnh cá nhân và các tiện ích thông minh của sản phẩm, giúp người dùng tiết kiệm thời gian và tiền bạc. Hàng ngàn ứng dụng khác nhau dựa trên lý thuyết của Hofstede được phát triển theo thời gian, thậm chí kể cả trong lĩnh vực thiết kế khi mà bạn muốn trang web bạn đang thiết kế phải phù hợp với các giá trị văn hóa tại quốc gia đó.

## Giới hạn của mô hình Hofstede
Dựa vào những ứng dụng rộng rãi của mình, mô hình của Hofstede được coi như một nghiên cứu hoàn chỉnh nhất về các giá trị văn hóa quốc gia. Tuy nhiên, lý thuyết này vẫn tồn tại những hạn chế nhất định.
Trong tạp chí Academic of Management năm 2008, bài báo "Nhìn lại những thành tựu quản lý", Galit Ailon đã phân tích những điểm còn hạn chế của cuốn sách "Hệ quả của văn hóa" mà Hofstede đã xuất bản. Ông đã sử dụng chính những luận điểm của Hofstede để phản bác lại lý thuyết này. Ailon tìm những mâu thuẫn trong cả lý thuyết và phương pháp phân tích dữ liệu từ những khía cạnh văn hóa đa chiều mà Hofstede đã nêu ra. .
Trong số những luận điểm nêu ra về giới hạn của mô hình Hofstede, phổ biến nhất là những luận điểm của McSweetney

### Lựa chọn vấn đề cấp quốc gia
Ngoài năm chiều văn hóa của mô hình Hofstede, có những yếu tố văn hóa khác cần được phân tích. Cũng có những cấp độ khác nhau để đánh giá một nền văn hóa. Những cấp độ này thường được bỏ qua bởi cấu trúc và bản chất của chính chúng. Hơn nữa, những mẫu thử của mô hình Hofstede cho thấy sự chênh lệch về các đối tượng xã hội. Đối tượng phỏng vẫn chính là những người có quyền hành trong tổ chức, xã hội và quốc gia, chỉ có số lượng ít những cá nhân làm công tác kỹ thuật và bán hàng và chỉ một lượng rất nhỏ phụ nữ và những đối tượng từ vùng dẫn tộc thiểu số. Thậm chí, nếu quốc gia dùng những nghiên cứu này để quản lý sự giàu có, các vấn đề vĩ mô, quy mô dân số, mật độ và tốc độ tang trưởng thì những cá nhân nam giới làm công việc kỹ sư hoặc bán hàng tại các tổ chức lớn trên thế giới, đại diện cho những chiến dịch đầu tiên của con người, lại chẳng thể coi là đại diện cho chính quốc gia của họ. .

#### Mức độ cá nhân: mối tương quan giữa các khía cạnh văn hóa và tính cách cá nhân
Hofstede nhận thức được rằng, các khía cạnh văn hóa mà ông đã xác định được, bao gồm văn hóa và các giá trị, đều là các nghiên cứu xây dựng dựa trên lý thuyết. Chúng là công cụ để áp dụng vào thực tế. Những đánh giá tổng quát về nền văn hóa của một quốc gia sẽ thực sự hữu ích khi chúng được coi là kim chỉ nam trong việc tìm hiểu về quốc gia đó. Đó là những khía cạnh theo nhóm, mô tả những đặc tính chung nhất của cả dân tộc. Các khía cạnh văn hóa của Hofstede cho phép người sử dụng phân biệt các quốc gia với nhau chứ không nói đến sự khác biệt của các cá nhân trong xã hội. Việc xác định tính cách cá nhân là không cần thiết khi bàn đến văn hóa quốc gia, bởi điểm đánh giá 1 quốc gia không bao giờ đồng nghĩa với việc nhận định, đánh giá cá nhân. Ví dụ, 1 người Nhật có thể rất thoải mái thích nghi với việc thay đổi môi trường trong khi thực tế nói chung, người Nhât hạn chế tối đa những thay đổi không chắc chắn. Tất nhiên, luôn có ngoại lệ. Học thuyết của Hofstede có thể so sánh với học thuyết tương tự ở mức độ cá nhân: học thuyết cá nhân về tích cách con người.
Có nhiều dạng biến thể của các dạng chủ nghĩa tập thể và chủ nghĩa cá nhân đã được đề cập đến trước đây (Triandis, 1995; Gouveia và Ros, 2000). Cách thể hiện bản thân và chủ nghĩa cá nhân phát triển song hành cùng tăng trưởng kinh tế, văn hóa độc lập, và điều đó thực sự rất quan trọng với những cụm dân số nhỏ đang phải ganh đua tìm kiếm nguồn tài nguyên sống. Các cá thể có quyền lực nắm quyền tự chỗ ngay cả khi họ sống trong 1 nền văn hóa tập thể. Cũng giống như các nghiên cứu về chỉ số quyền lực, các bản khảo sát về chủ nghĩa cá nhân và chủ nghĩa tập thể được tiến hành giữa các nước dựa trên phỏng đoán về tình hình phát triển kinh tế và nhân chủng học (Triandis, 2004), vì thế có thể chúng không thực sự nói lên 1 tổ chức nào nổi bật, hoặc những biến thể mang tính tổ chức hoặc cá nhân với những điều kiện kinh tế xã hội tương tự. Các quy kết cá nhân nên được tách biệt cẩn thận so với quy kết quốc gia (Smith et al., 2008). Trong khi đó, cá nhân là đối tượng cơ bản của phân tích tâm lý (Smith, 2004), hình thành xã hội của các cá nhân và sự tương tác của họ với xã hội là một vấn đề cần được nghiên cứu ở cấp độ của gia đình, đồng nghiệp, khu dân cư, trường học, thành phố, và cấp độ quốc gia với nét văn hóa đặc trưng được thống kê (Smith, 2004). S. Schwartz kiểm soát dữ liệu giá trị của mình với GNP và một chỉ số xã hội, dẫn đến bản đề xuất về chỉ số phân biệt các giá trị cá nhân và quốc gia chia thành từng nhóm (Schwartz, 1992; 1994) để so sánh đa văn hóa. Các giả định "đẳng cấu của các cấu trúc" đã được tập trung để quyết định cách sử dụng và hiểu về văn hóa trong các ngành khoa học quản lý (Van de Vijver et al 2008;. Fischer, 2009). Bởi vì không có cá nhân có thể nói lên suy nghĩ của mình hay tự làm các hành động có ý nghĩa mà hoàn toàn độc lập đến phần còn lại của xã hội, chủ nghĩa cá nhân có thể nói không hẳn là ý tưởng sáng giá cho văn hóa có ý nghĩa định. Phê bình hậu hiện đại bác bỏ khả năng tự xác định bản thân của bất kì cá nhân nào vì các đơn nhất, tự cá nhân là một ảo tưởng của xã hội đương đại, minh chứng bởi tính cần thiết của việc duy trì nói giống và mô phỏng trong ngôn ngữ và hành vi của các cá nhân tham gia vào để duy trì thành viên trong bất kỳ xã hội nào (Baudrillard, 1983; Alvesson & Deetz, 2006).

#### Mức độ tổ chức
Bên trong và giữa các quốc gia, các cá nhân cũng là một phần của các tổ chức như các công ty. Hofstede thừa nhận rằng "[...] kích cạnh của nền văn hóa các quốc gia không liên quan đến việc so sánh các tổ chức trong cùng một quốc gia". Ngược lại với các nền văn hóa quốc gia được thể hiện qua các giá trị, văn hóa tổ chức được thể hiện qua thực tiễn.
Từ năm 1985 đến năm 1987, Viện IRIC của Hofstede (Viện Nghiên cứu về Hợp tác giữa các nền văn hóa) đã tiến hành một dự án nghiên cứu riêng biệt để nghiên cứu văn hóa tổ chức. Trong đó có 20 đơn vị tổ chức ở hai nước (Đan Mạch và Hà Lan), sáu chiều kích khác nhau của thực tiễn, hoặc các cộng đồng thực hành đã được xác định:
- Định hướng theo quy trình và Định hướng theo kết quả
- Thiên hướng làm nhân viên và Thiên hướng làm chủ công
- việc
- Giáo xứ và Nhân viên chuyên nghiệp
- Hệ thống mở và Hệ thống đóng
- Quản lý lỏng lẻo và Quản lý chặt chẽ
- Thực dụng và Quy chuẩn

Quản lý các tổ chức quốc tế liên quan đến sự hiểu biết các nền văn hóa quốc gia và tổ chức. Cộng đồng thực hành đến từ nhiều nước là điều tuyệt vời cho công ty đa quốc để duy trì hoạt động ổn định.

#### Mức độ nghề nghiệp
Trong phạm vi mức độ nghề nghiệp, có một mức độ nhất định của các giá trị và niềm tin mà mọi người giữ đối với các nền văn hóa quốc gia và tổ chức họ là một phần của chúng. Quản lý văn hóa là một nghề nghiệp có các thành phần từ các nền văn hóa quốc gia và tổ chức. Đây là một khác biệt quan trọng từ cấp độ tổ chức.

#### Mức độ giới tính
Khi mô tả các nền văn hóa, sự khác biệt giới tính phần lớn không được xem xét. Tuy nhiên, trong các cuộc thảo luận về giao tiếp giữa các nền văn hóa có một số yếu tố có ích để phân tích. Trong mỗi xã hội, văn hóa của người đàn ông khác nhau rất nhiều nền văn hóa của phụ nữ. Mặc dù nam giới và phụ nữ thường có thể thực hiện các nhiệm vụ tương tự theo quan điểm về mặt kỹ thuật, thường có các biểu tượng mà mỗi giới có một phản ứng khác nhau. Trong tình huống mà một giới phản ứng theo chiều hướng khác với vai trò của họ theo quy định, giới còn lại có thể thậm chí không chấp nhận vai trò giới tính lệch lạc của họ. Mức độ phản ứng của những người đã tiếp xúc với nền văn hóa nước ngoài có thể được so sánh tương tự như phản ứng của các hành vi giới tính của người khác phái. Các mức độ khác biệt về giới trong một quốc gia phụ thuộc chủ yếu vào các nền văn hóa trong đó dân tộc và lịch sử của nó.
Mô hình lưỡng cực được hình thành sau sự phân biệt điển hình giữa triết lý chính trị tự do hay chủ nghĩa xã hội. Mặc dù nền kinh tế tự do coi trọng sự quyết đoán, tự chủ, chủ nghĩa vật chất, gây hấn, tiền bạc, sự cạnh tranh và chủ nghĩa duy lý, phúc lợi xã hội lại tìm cách bảo vệ và cung cấp cho những người yếu đuối, tham gia nhiều hơn với môi trường, nhấn mạnh vào tính chất và phúc lợi, và một sự tôn trọng mạnh mẽ cho chất lượng cuộc sống và trách nhiệm tập thể. Xã hội nam giới làm chủ có những thành công nhất về mặt kinh tế trong giai đoạn nghiên cứu Hofstede của (Mỹ, Nhật Bản, Đức) với các xã hội phụ nữ thành công có một trong hai quần thể dân số nhỏ hơn, quy mô kinh tế nhỏ và/hoặc triết lý tập thể và phúc lợi mạnh (Scandinavia, Costa Rica, Pháp, Nước Thái Lan). Sự phân đôi nam - nữ tính chia tổ chức thành những loại hình thể hiện sự đồng cảm, tình đoàn kết, tập thể và phổ quát, hoặc cạnh tranh, tự chủ, công đức, kết quả và trách nhiệm. Khía cạnh này là chỉ tập trung nghiên cứu ở châu Âu và phân biệt giới tính (Gilligan, 1982)..